# Aleksiej Pietriszczew
Aleksiej Gieorgijewicz Pietriszczew (ros. Алексей Георгиевич Петрищев, ur. 2 kwietnia 1924 we wsi Nowyje Kajdaki (obecnie część miasta Dniepr), zm. 30 sierpnia 1986 w Moskwie) – radziecki polityk, Bohater Pracy Socjalistycznej (1971).
W 1949 ukończył Dniepropietrowski Instytut Chemiczno-Technologiczny, pracował w kombinacie chemicznym w Dzierżyńsku jako majster, starszy majster, zastępca szefa warsztatu, zastępca głównego mechanika i główny mechanik, w latach 1956–1958 w Chinach. W latach 1959–1962 sekretarz partyjnego komitetu w zakładach chemicznych im. Kalinina, 1962–1970 dyrektor tych zakładów, od listopada 1970 szef Głównego Zarządu Przemysłu Azotowego - Wszechzwiązkowego Zjednoczenia "Sojuzazot" Ministerstwa Przemysłu Chemicznego ZSRR. W latach 1977–1980 zastępca przewodniczącego Państwowej Komisji Planowania (Gospłanu) ZSRR, od 5 listopada 1980 do śmierci minister ds. produkcji nawozów mineralnych ZSRR. W latach 1966–1974 i od 1979 do śmierci deputowany do Rady Najwyższej ZSRR, od 1981 zastępca członka KC KPZR. Pochowany na Cmentarzu Nowodziewiczym.

## Odznaczenia i nagrody
- Medal Sierp i Młot Bohatera Pracy Socjalistycznej (20 kwietnia 1971)
- Order Lenina (trzykrotnie)
- Order Rewolucji Październikowej
- Nagroda Państwowa ZSRR (1971)
- Honorowe Obywatelstwo Dzierżyńska (1984)

I medale.